# Adhemarius schausi
Adhemarius schausi är en fjärilsart som beskrevs av Rothschild och Jordan 1894. Adhemarius schausi ingår i släktet Adhemarius och familjen svärmare. Inga underarter finns listade i Catalogue of Life.